# Ilhabela
 (juin 2025).
Pour les articles homonymes, voir São Sebastião.
L'île São Sebastião est une île brésilienne, près des côtes atlantiques de l'État de São Paulo. Elle est l'île principale de la municipalité d'Ilhabela, dans la région de Caraguatatuba, connue pour ses stations balnéaires et la pratique de la voile.

## Géographie
L'île est située à 23° 46′ 28″ Sud et 45° 21′ 20″ Ouest, à 25 km au sud du tropique du Capricorne. Elle est séparée du continent et de la ville de São Sebastião par un détroit du même nom, et forme un archipel avec quatre îlots.
Le point culminant de l'île est le Pic São Sebastião (1 375 m).
Elle est à 205 km à l'est de São Paulo, et 340 km à l'ouest de Rio de Janeiro.

## Histoire
Avant la colonisation portugaise du Brésil au XVIe siècle, les Indiens Tupinambas habitaient l'île et la nommaient Ciribai (signifiant lieu tranquille).
L'île a été baptisé São Sebastião par Amerigo Vespucci, le 20 janvier 1502, fête de saint Sébastien. Pendant le XVIe siècle, les Portugais établirent des postes de garde le long du littoral de l'île.
Le 3 septembre 1805, le gouverneur de la province de São Paulo, Antônio José da França e Horta, déclara l'indépendance administrative du comté-archipel qui fut nommé Villa Bella da Princeza (belle ville de la princesse) en l'honneur de la princesse de Beira. Le comté comptait alors 3 000 habitants.
Le 30 novembre 1938, pendant l'Estado Novo de Getúlio Vargas, une loi renomma le comté en Formosa. Une nouvelle loi du 30 novembre 1944 imposa le nom d'Ilhabela.

## Administration
Elle constitue la majeure partie de la municipalité de Ilhabela (littéralement « belle île »), qui comprend également les îlots de Buzios, Cabras, Vitoria et Serraria. La municipalité s'étend sur 348 km2 et compte 26 230 habitants (2006). Pendant les mois de vacances, les activités touristiques augmente la population à 100 000 habitants sur l'île.

## Destinations Touristiques
Ilhabela, également connue sous le nom de "Belle Île", est une magnifique île située sur la côte est du Brésil, dans l'État de São Paulo. Cette île paradisiaque regorge de merveilles naturelles, de plages idylliques et d'événements culturels passionnants. Voici quelques-uns des points touristiques incontournables d'Ilhabela :
- Centre-ville d'Ilhabela: le centre-ville d'Ilhabela est le cœur de l'île, où vous pouvez explorer des rues pittoresques, déguster une délicieuse cuisine locale et découvrir l'histoire de la région. Ne manquez pas de visiter l'église Matriz Nossa Senhora D'Ajuda, une église historique qui témoigne de l'architecture coloniale brésilienne.

- Cachoeira da Toca: La "Cachoeira da Toca" est une cascade pittoresque entourée d'une végétation luxuriante. C'est l'endroit idéal pour une baignade rafraîchissante et une escapade en pleine nature.

- Cachoeira dos Três Tombos: Cette cascade, comme son nom l'indique, est une série de trois chutes d'eau spectaculaires. Elle offre une expérience de randonnée inoubliable et de superbes points de vue sur la nature environnante.

- Cachoeira do Gato: La "Cachoeira do Gato" est une autre cascade magnifique à Ilhabela. Elle tire son nom de la forme de la roche qui ressemble à un chat. C'est un endroit paisible pour se détendre et se ressourcer.

- Praia do Curral: La Plage du Curral est l'une des plages les plus populaires d'Ilhabela. Avec son sable blanc, ses eaux cristallines et ses bars de plage animés, elle offre l'ambiance parfaite pour une journée ensoleillée.

- Praia do Castelhanos: Pour les amateurs de plage plus aventureux, la Plage des Castelhanos est un véritable trésor caché. Accessible uniquement par bateau ou par un chemin de terre difficile, cette plage offre une expérience isolée et sauvage.

- Festival do Camarão: (Festival de la Crevette) Le Festival du Camarão est un événement gastronomique annuel qui célèbre les délices de la mer, mettant en vedette des plats à base de crevettes préparés par des chefs locaux. C'est une expérience culinaire à ne pas manquer.

- Festival de Jazz: Le Festival de Jazz d'Ilhabela est un événement musical exceptionnel qui réunit des artistes locaux et internationaux pour des concerts en plein air. Il offre une occasion unique de profiter de la musique jazz dans un cadre pittoresque.

- Ilhabela est une destination de rêve pour les amoureux de la nature, les passionnés de culture et les gourmets. Venez découvrir la beauté de cette île extraordinaire et profitez de tout ce qu'elle a à offrir.

## Parc national

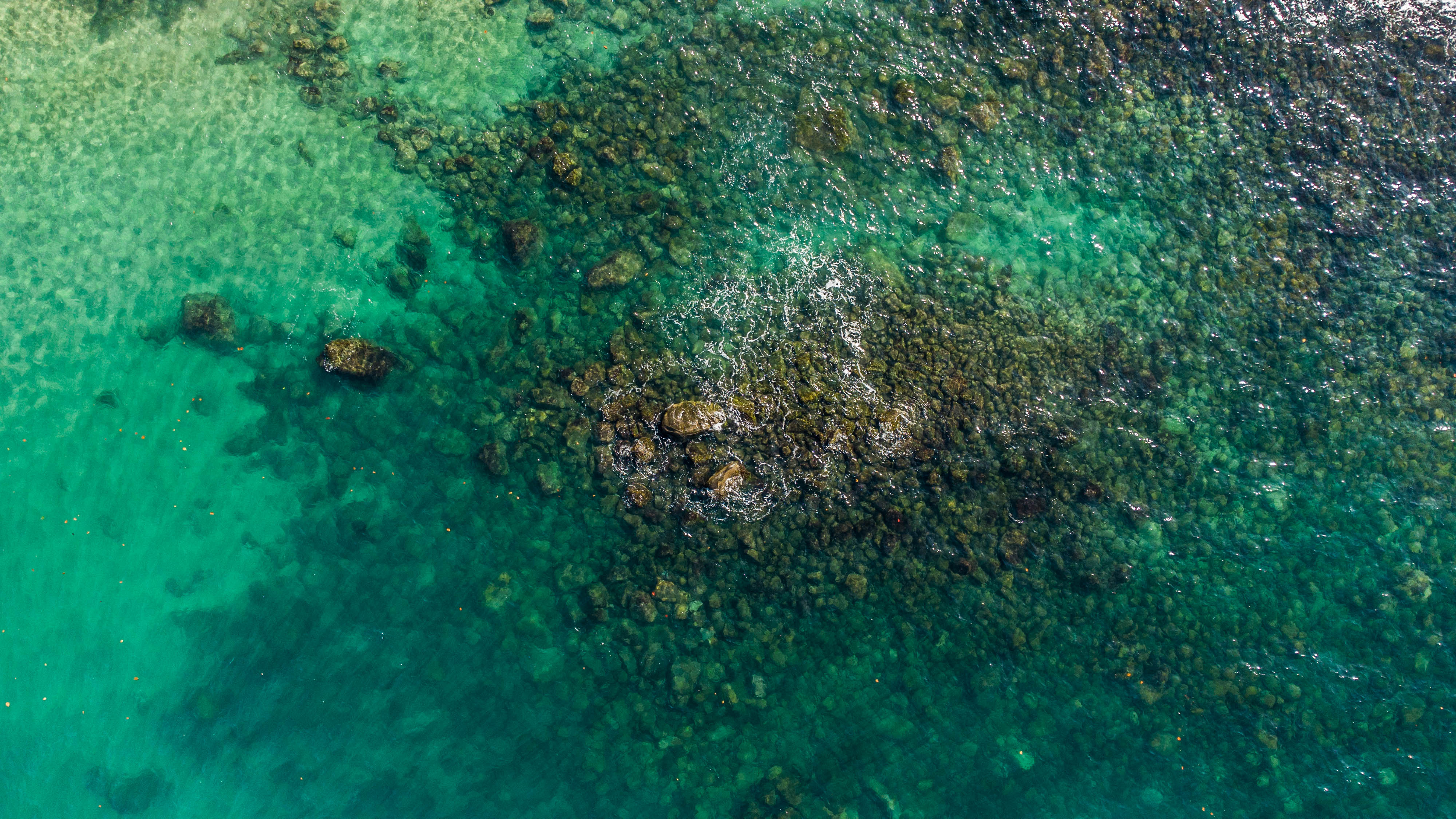
Bord de mer dans le parc d'Ilhabela. Juillet 2022.

Ilhabela est classée parc national sous le nom de Parque Estadual de Ilhabela.

## Maires
| Période | Période | Identité               | Étiquette | Qualité |
| ------- | ------- | ---------------------- | --------- | ------- |
| 2009    | 2012    | Melvin Balbon Sabatier | PPS       |         |